# Confusa e felice (singolo)
Confusa e felice è il brano con il quale la cantautrice catanese Carmen Consoli partecipò al Festival di Sanremo 1997. Il brano è stato poi inserito nell'album Confusa e felice.

## Festival di Sanremo
La cantante, grazie al meccanismo che permetteva a quattro partecipanti dell'anno prima della categoria "Nuove proposte" di entrare a far parte della categoria dei "Campioni", ebbe l'occasione di partecipare nuovamente alla manifestazione. Con questo meccanismo entrarono a far parte dei "Campioni" i Jalisse, poi vincitori dell'edizione, Marina Rei, Silvia Salemi e gli O.R.O. Carmen non passò la selezione della prima serata e non entrò in gara coi "Campioni". 
Nonostante ciò, Confusa e felice divenne uno dei brani più identificativi della cantante, oltre che il suo singolo di maggior successo commerciale, utilizzato anche come colonna sonora per uno spot pubblicitario di Rocco Barocco lo stesso anno.

## Tracce
1. Confusa e felice
2. Quello che sento (Vernetti Remix)

## Classifiche
| Classifica | Posizione |
| ---------- | --------- |
| Italia     | 3         |